# (9003) 1981 UW21
(9003) 1981 UW21 (1981 UW21, 1955 AA, 1981 UW19, 1983 CO2, 1990 ST28, 1992 AF6, 1995 US7) — астероїд головного поясу, відкритий 24 жовтня 1981 року.
Тіссеранів параметр щодо Юпітера — 3,322.